# NGC 3
NGC 3 è una galassia lenticolare di quattordicesima magnitudine visibile nella costellazione dei Pesci e distante circa 49 Mpc (159,8 milioni di anni luce) dalla Terra.

## Storia delle osservazioni
NGC 3 fu scoperta da Albert Marth nel 1864; egli utilizzò il telescopio riflettore di 48 pollici (121,9 cm) di William Lassell situato sull'isola di Malta.
Nel 1888 John Dreyer la incluse nel catalogo NGC con il nome di NGC 3, descrivendola come una debole e piccola galassia di forma sferica, quasi circolare.

## Caratteristiche

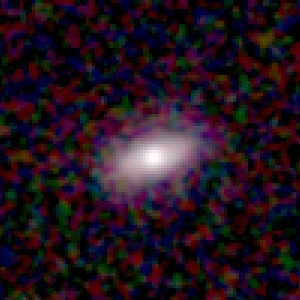
NGC 3 ripresa nel vicino infrarosso da 2MASS.

NGC 3 è una debole galassia lenticolare di magnitudine visuale 14,2 e piccole dimensioni angolari (1,1 × 0,6 arcominuti); a causa di queste caratteristiche non è alla portata di piccoli telescopi amatoriali. Secondo il sistema di classificazione di Hubble rivisto da de Vaucouleur, NGC 3 viene classificata come una galassia di tipo S0, ovvero una galassia lenticolare; questo tipo di galassie sono formate da un disco molto sottile e un nucleo sferico, come nelle galassie spirali, ma a causa del basso o nullo contenuto di materia interstellare, sono prive di bracci a spirale.
La distanza di NGC 3 dalla Terra, calcolata misurando lo spostamento verso il rosso delle righe del suo spettro e usando la legge di Hubble, risulta essere di circa 49 Mpc (159,8 milioni di anni luce).

### Libri
- (EN) C. J. Lada, N. D. Kylafits, The Origin of Stars and Planetary Systems, Kluwer Academic Publishers, 1999, ISBN 0-7923-5909-7.
- A. De Blasi, Le stelle: nascita, evoluzione e morte, Bologna, CLUEB, 2002, ISBN 88-491-1832-5.

### Carte celesti
- Tirion, Rappaport, Lovi, Uranometria 2000.0 - Volume I & II, Richmond, Virginia, USA, Willmann-Bell, inc., 1987, ISBN 0-943396-15-8.
- Tirion, Sinnott, Sky Atlas 2000.0 - Second Edition, Cambridge, USA, Cambridge University Press, 1998, ISBN 0-933346-90-5.
- Tirion, The Cambridge Star Atlas 2000.0, 3ª ed., Cambridge, USA, Cambridge University Press, 2001, ISBN 0-521-80084-6.